# (37527) 1971 UJ1
1971 يو جاي 1 (ويعرف أيضًا باسم (37527) 1971 يو جاي 1 وفق تسمية الكوكب الصغير) (بالإنجليزية: 1971 UJ1)‏ هو كويكب ضمن حزام الكويكبات؛ وترتيبه 37527 من حيث الاكتشاف.
اكتُشف هذا الجُرم الفلكي بواسطة لوبوش كوهوتك في 26 أكتوبر 1971.

## وصلات خارجية
- (37527) 1971 UJ1 في قاعدة بيانات مختبر الدفع النفاث لأجرام النظام الشمسي الصغيرة

- الاكتشاف · مخطط المدار ·  العناصر المدارية · المعلمات المادية

- (37527) 1971 UJ1 على موقع ويكي سكاي: DSS2, SDSS, GALEX, IRAS, Hydrogen α, X-Ray, Astrophoto, Sky Map, Articles and images